# Gianluca Curci
Gianluca Curci (* 12. července 1985, Řím, Itálie) je italský fotbalový brankář, který od srpna 2015 působí v německém klubu 1. FSV Mainz 05. Je bývalým mládežnickým reprezentantem Itálie.

## Klubová kariéra
V Itálii hrál v klubech AS Řím, AC Siena, Sampdoria Janov, Bologna FC 1909.
V srpnu 2015 odešel jako volný hráč (čili zadarmo) na své první zahraniční angažmá do německého bundesligového klubu 1. FSV Mainz 05.